# 皮特·罗泽尔
阿尔文·雷·“皮特”·罗泽尔（英語：Alvin Ray "Pete" Rozelle，/roʊˈzɛl/，1926年03月1日—1996年12月6日），美国体育运营官，担任了国家橄榄球联盟（NFL）的总裁将近30年，从1960年1月至1989年11月之后退休。他被赞誉为使NFL成为世界上最成功的体育联盟之一。